# GSC8911-3410
GSC8911-3410 — хімічно пекулярна зоря спектрального класу B9, що має видиму зоряну величину в смузі V приблизно  8,8.

## Пекулярний хімічний склад
Зоряна атмосфера GSC8911-3410 має підвищений вміст 
Si
.